# Софија Јовановић (ратница)
Софија Јовановић (Београд, 1895 — Београд, 1979) била је добровољац и наредник српске војске у ратовима од 1912. до 1918. године, добила је 13 одликовања.

## Биографија
Рођена је у Београду као ћерка месара Јовановића из Душанове улице. Он је имао више ћерки али не и сина, па се и гласно жалио због тога што нема „сина јунака“. Била је девојчица кад јој је отац умро, а матуранткиња кад је избио Први балкански рат 1912. године.
Тада се јавила Народној одбрани као добровољац - четник и прошла тест пред комисијом коју су чинили апотекар Карић, капетан Воја Танкосић и мајор Васић звани Горски цар. Потом је прошла обуку од пар дана у Прокупљу и Врањској Бањи, где је учила да пуца из пушке и како се баца бомба, а затим је отишла према Куманову, а прво учешће у борбама имала је на Црној Чуки и Вељој Глави. Била је прва жена борац у српској војсци.
Пролазила је иза непријатељских линија, изводила диверзије и изненадне нападе. Почела је да добија одликовања, а француски репортери назвали су је „српска Јованка Орлеанка“. Тада се њена фотографија нашла и на немачкој дописници, а објављена је и у париском „Малом журналу“ 1912. године. Софија је постала и стратег у својој јединици и планирала је диверзије и герилске нападе. За учешће у Брегалничкој бици је одликована орденом за храброст.
По завршетку Другог балканског рата униформу је заменила хаљином и запослила се као чиновница у Дирекцији железнице. Међутим мир је кратко трајао, убрзо је избио Први светски рат и од самог почетка, ноћи између 28. и 29. јула 1914. она је са својих 22 године била учесник прве битке Великог рата у којој је разбијен аустријски десант на Београд.
По избијању рата се одмах јавила и тражила да буде у одреду Воје Танкосића, али његов одред је већ био у покрету, кренули су на Дрину, а на Танкосићеву препоруку се јавила Игњату Кирхеру који се уопште није двоумио кад је препорука дошла од Танкосића лично.
Под Кирхеровом командом је била у саставу Сремског добровољачког одреда где је добила титулу команданта и командовала првом групом српских бораца која је прешла преко Саве у Срем да извиди непријатељске положаје и пресече телефонске жице до Земуна. Са њом су ишли Мирослав Голубовић, Предраг Караклајић, Павле Арсенић и Миливоје Лазаревић. Понели су и две српске заставе и поставили их на караулу, покупили наоружање и муницију и вратили се у Београд.
Касније је Софијина мала чета уништавала и топове који су са друге стране гађали Београд, али је изводила и ноћне нападе бомбама како би очистили непријатељске ровове.
Учествовала је у биткама на Дрини и Колубари , где је Софија претрпела теже повреде, од којих је једна коштала дела стопала које је морало бити ампутирано.
У октобру 1915. године када је Немачка повела офанзиву на Србију била је у борбама од Аде Циганлије до последње одбране Београда, на Дорћолу, под командом мајора Драгутина Гавриловића. Преживела је и повлачење преко Албаније, учествовала у пробоју Солунског фронта. У рату је била рањавана, изгубила је део стопала и остала инвалид. За јунаштво је добила 13 одликовања и постала је најодликованија жена у Великом рату.
После рата се удала за ратног друга Тихомира Крсмановића и није се појављивала у јавности. Преминула је 1979. године у 84. години живота и сахрањена је уз војне почасти на Новом гробљу у Београду.
Њена праунука је драматург и глумица Сања Крсмановић Тасић које је направила представу „Приче хлеба и крви“ о Софији Јовановић како би ову хероину сачувала од заборава.

### Занимљивост
Опис регрутације:
Пријавила се Народној одбрани, али тамо нису хтели ни да чују. Рекли су јој, у шали, да би био највећи грех да погине тако млада и лепа, јер Србија на Турке шаље јунаке, а не матуранткиње... Вратила се покуњена, али је сутрадан опет дошла. Кад је угледа један мајор, рече:
- Којим добром, девојко?
- Хоћу пушку и ратни распоред! - рекла је одлучно. - Одавде нећу отићи без пушке. Ако посустанем или се уплашим задатка, убијте ме... Сви су моји у рату, нећу ни ја да седим код куће.
- Добро, девојко! - рече јој мајор. - Не можеш на фронт, али те можемо узети за болничарку. Да видаш ране јунацима...
- Хоћу пушку! - поновила је. - За болничарке узмите старије. Хоћу и ја да тучем Турке!
Нису имали куд: примили су је.